# Tachyon: The Fringe
Tachyon: The Fringe (okrajšava TTF) je vesoljska bojna simulacija razvijalca in založnika NovaLogic. Igra je izšla 30. marca 2000 za MS Windows, približno devet let od izida dalje pa je na voljo tudi prek servisa za digitalno distribucijo Steam.
Igralec prevzame vlogo najemniškega pilota Jaka Logana, ki je obtožen za zločin, katerega ni zagrešil, in izgnan iz Osončja v Obrobje (angleško The Fringe), na novo koloniziran in zloglasen prostor v Vesolju s pirati, kriminalci, aristokrati z zasebnimi vojskami ter prizorišče hudih spopadov med megakorporacijo GalSpan in rudarsko skupnostjo Bora. V borbi za preživetje se mora Logan odločiti, ali se bo pridružil silam Bore in pomagal obraniti Obrobje pred korporacijskim izkoriščanjem ali pa se bo pridružil GalSpanu in pomagal doseči glavni cilj korporacije, tj. popolno oblast nad izkoriščanjem surovin v Obrobju in s tem suverenost v tem prostoru.
Odziv kritikov je bil v splošnem pozitiven, čeprav so njen izid zasenčile nekatere druge igre istih zvrsti. Kljub številnim pomanjkljivostim v igri se ocenjevalci v splošnem strinjajo, da je igra zaradi dobre zgodbe, raznolikih misij, izjemne osebnosti protagonista, dobre grafike in zanimivega večigralskega načina na krajše časovno obdobje dobra, zabavna in zanimiva.

## Igranje

### Enoigralski način
Igra je v osnovi podobna ostalim vesoljskim bojnim simulacijam, predvsem igri Wing Commander: Privateer v smislu relativne svobode pri izbiri misij, orožnih sistemov in ladij, vendar z izjemo, da ni možnosti trgovanja, tako da je edini način služenja denarja opravljanje misij. Večina bojev v igri poteka v obliki letalskih strelskih spopadov (angleško dogfights), pri čemer je poudarek na taktikah, kot je »udari in zbeži« (angl. hit and run) in na izogibanju navalu sovražnih ladij, nekatere misije pa vključujejo tudi boje z večjimi vojnimi ladjami (npr. fregate in križarke), čeprav ne v tolikšni meri, kot npr. pri Freespace 2.
Igralec je med misijami nastanjen v določeni vesoljski postaji z velikimi hangarji, kjer je parkirana njegova ladja, poleg tega pa lahko nakupi nove orožne sisteme in ostalo opremo. Največje možno število ladij, ki jih ima lahko igralec v lasti, je pet. Vse vesoljske postaje, ne glede na regijo, v kateri se igralec trenutno nahaja, so z vidika funkcij praktično enake: poleg hangarja ima vsaka postaja nadzorno sobo, v kateri se nahajajo štirje glavni paneli, in sicer za izbiro prostih del (job board), kjer si je mogoče izbrati tudi pilota spremljevalca, za ogled galaktične mape, kjer se lahko določi najučinkovitejšo pot med različnimi sektorji, za tekoče novice v regiji in ostalem civiliziranem prostoru Vesolja (Tachyon News Service, TNS) ter za osebne podatke, kjer se lahko ogleda osebni tovor in tihotapsko blago (kontrabante) kot tudi pridobljeno tehnologijo, pomembno za delodajalca in s tem za nadaljevanje kampanje. Z vidika možnosti ogleda poročil, ki se posodabljajo v realnem času, je igra podobna vesoljski simulaciji Starlancer.
Navadno so na voljo tri ali štiri misije, ki jih ponujajo različni delodajalci, za vsako misijo pa igralec prejme različno visoko plačilo, ki je pogosto sorazmerno stopnji nevarnosti, poleg tega pa za opravljeno misijo delodajalec igralcu omogoči dostop do novih orožnih sistemov, opreme, ladij, pilotov spremljevalcev ali pa mu celo izda varnostno kodo za dostop do nove regije.
 Same misije so dokaj različne in obsegajo tako preproste misije, pri katerih je potrebno uničiti določeno formacijo sovražnih ladij, kot tudi kompleksnejše misije, kot je vojaško spremstvo pomembnih velikih ladij (npr. tovorne ladje), obsežni jurišni napadi na sovražne postaje, bitke med vojnimi ladjami ali pa prenos določenega manjšega tovora, izjemno pomembnega tako v tehnološkem kot tudi v političnem smislu. Za napredovanje v kampanji je bistveno opravljanje misij primarnega delodajalca (tj. GalSpan ali Bora, v začetnih misijah pa AGT); nabor sekundarnih delodajalcev je pester, in obsega tudi policijo ter t. i. asteroidne barone, vendar so za kampanjo stranskega pomena. V času misije lahko pride tudi do stranskih, nepredvidenih dogodkov (npr. piratski napad na policijsko ladjo), pri čemer ima igralec na izbiro bodisi da se aktivno udeleži v zapletu bodisi da ignorira dogodek; v primeru ugodnega razpleta lahko igralec dobi le pohvalo ali pa bolj praktično nagrado, kot je denar. Vedno so na voljo tudi dve vadbeni misiji, in sicer za izboljševanje pilotskih ter bojnih sposobnosti.
Izbira pilotov spremljevalcev (wingmans) je opcijska in ni nujna za opravljanje misije, vendar igralcu pomaga v boju, poleg tega pa lahko določeni piloti pripomorejo k ugodnemu, diplomatskemu razpletu nevarne situacije. Različni piloti imajo različne sposobnosti bojevanja in različne ladje. Igralec mora plačati določeno vsoto za najem pilota, poleg tega pa slednji po vsaki opravljeni misiji prejme določen delež plačila.
Prikazovalnik HUD (angl. heads up display) v ladji je enostaven za uporabo in je podoben tistim v drugih vesoljskih bojnih simulacijah. Med ostalim vključuje radarski sistem, prikaz energije za ščite, orožne sisteme in pospeševalni motor (afterburner), pri čemer se lahko energijo enega sistema prenese v drugi sistem, trenutno izbrane orožne sisteme in prikaz izbrane tarče z osnovnimi podatki. Igra omogoča pri letenju edinstveno funkcijo, imenovano »drsenje«, pri katerem ladja obdrži prvotno smer in hitrost letenja, vendar lahko igralec poljubno obrača ladjo in strelja. Poleg tega je možno tudi vzvratno letenje z ladjo.
V igri so prisotne številne različne ladje, vendar lahko igralec leti le z določenimi ladjami, odvisno od tega, s katero stranjo je sklenil zavezništvo oz. pogodbo. Ladje so razvrščene v pet kategorij, in sicer kot večnamenski lovec, večnamenski bombnik, lahki prestreznik, težki bombnik in težki jurišni lovec. V splošnem imajo ladje GalSpana boljšo tehnologijo energijskih ščitov, ladje Bore pa imajo močnejši ladijski trup. Orožni sistemi so prav tako raznoliki in odvisni od strani. V splošnem se jih lahko razdeli na primarne, tj. laserje (lahki, srednji in težki), ter sekundarne, ki vključujejo raznovrstne izstrelke, kot so rakete in torpedi, mine in ostalo. Sekundarno orožje GalSpana je povečini vodljivo, orožje Bore pa direktno. Oprema za nadgradnjo je za vse ladje enotna in velikokrat ni nujna za opravljanje misije, vendar igralcu močno olajša bojevanje; v določenih primerih je nadgradnja nujno potrebna, npr. sistem za zaščito pred sevanjem pri letenju v meglici.

### Večigralski način
Kot vse igre založnika NovaLogic tudi Tachyon: The Fringe podpira večigralstvo preko interneta na brezplačnem strežniku NovaWorld v lasti podjetja, ki omogoča hkratno igranje za več kot sto igralcev, sicer pa je možno igrati tudi preko LAN/IPX povezav.
Večigralstvo omogoča dva tipa igranja, in sicer tradicionalno igranje tipa vsak proti vsem v areni (angl. deathmatch), ki torej vključuje gibanje po vesoljskem prostoru in bojevanje z drugimi igralci, zmaga pa tisti, ki je v določenem času pobil največ igralcev, ter t. i. vojne baz (angl. base wars), ki je edinstven med igrami vesoljskih bojnih simulacij. Igralec izbere eno od strani (tj. GalSpan ali Bora), nato pa v sodelovanju z ostalimi soigralci zbira surovine v obliki kristalov, ki omogočajo nadgradnjo tehnologije baze,  s tem pa pridobitev močnejše obrambe baze in dostop do novih orožnih sistemov, ter se bojuje z nasprotno stranjo. Ko ena od strani doseže zadnjo stopnjo nadgradnje, pridobi možnost za uničenje življenjskega podpornega sistema na sovražni bazi, kar je tudi cilj igre.

## Povzetek vsebine

### Prizorišče
Igra se odvija v poznem 25. stoletju, v času razcveta tehnologije za oddaljeno potovanje in kolonizacije oddaljenih področij Vesolja. Osnovo te tehnologije predstavljajo t. i. vrata Tachyon oz. vrata TCG (Tachyon Coil Generator), katerih delovanje temelji na fenomenu posebnih nebesnih teles, imenovanih Ripstars. Slednja so sestavljena iz tahionov, osnovnih delcev, ki s svojim močnim gravitacijskim poljem ustvarijo črvino v prostoru in omogočajo potovanje na velike razdalje, mnogo hitrejše od potovanja svetlobe. Prostor v Vesolju, v katerem se lahko ladja giblje z uporabo standardnih motorjev (npr. blizu vesoljske postaje), se imenuje sektor. Skupina sektorjev, ki so si med seboj sosednji, se imenuje regija. Vsaka regija ima načeloma en planetni sestav, med seboj pa so oddaljene z velikimi razdaljami, zato so dostopne le preko posebnih, močnejših vrat TCG, imenovanih mega vrata. Večje vojne in civilne ladje imajo sicer lastno napravo za ustvarjanje tovrstnih črvin, vendar so vrata še vedno potrebna za pravilno navigacijo.
V političnem smislu se koloniziran prostor Vesolja deli na regijo Sol (v praktičnem pomenu Osončje in široki prostor okoli njega) ter t. i. Obrobje (Fringe). Za mir in stabilnost v Osončju skrbi Združena vlada Osončja (United Sol Government, USG), ki je nastala kot posledica državljanske vojne v 23. stoletju. Prvo vejo vlade predstavlja policijska sila, imenovana Star Patrol, ki vzdržuje javni red in varnost. Drugo vejo predstavlja Ministrstvo za mir in dobrobit, ki skrbi za socio-ekonomsko stabilnost, tretjo vejo pa Tribunal, ki pa predstavlja pravno oblast; z najhujšimi kriminalci se ukvarja Višji tribunal, ki ima med ostalim pooblastila za izgon kršitelja iz Osončja, trajno zamrznitev in celo sporno genetsko rehabilitacijo.
Obrobje je relativno na novo koloniziran in zloglasen prostor Vesolja, nad katerim USG povečini nima nadzora in ga med ostalim naseljujejo pirati, plačanci, trgovci in aristokrati s svojo privatno vojsko, navkljub temu pa postaja za turiste vedno bolj priljubljeno mesto obiska. Obrobje je razdeljeno na šest regij, in sicer na regijo Hub z rastočo industrijo in pomembnimi trgovskimi potmi, regijo Frontier s prestižnimi kazinoji, gladiatorsko areno in različnimi skupinami piratov, regijo Galspan, bazo vojaških operacij in gospodarske dejavnosti istoimenske megakorporacije v Obrobju, regijo Bora, dom rudarske skupnosti, ki se je zaradi političnih razprtij odcepila od USG-ja in naselila omenjen prostor, regijo Twilight, ki predstavlja najbolj oddaljeni prostor Obrobja in vsebuje zloglasno meglico, ter regijo Ripstar, nahajališče istoimenskih nebesnih teles ter prizorišče hudih spopadov med megakorporacijo in prvotnimi naseljenci.

### Glavne skupine in osebe
Osrednja tema igre je boj za prevlado v Obrobju med pohlepno megakorporacijo GalSpan (daljše za Galactic Spanning Corporation) in rudarsko skupnostjo Bora. Zaradi izjemnega razvoja industrije ter tehnologije vesoljskih ladij, naprednih materialov in rudarjenja je začel GalSpan z dovoljenjem USG-ja legalno širiti svoje interese za pridobivanje novih surovin in gospodarsko dejavnost globoko v Obrobje, pri čemer je naletel na prvotne naseljence, Boro, in začel tako pravno kot tudi vojaško kršiti njihovo suverenost. Bora, katere način življenja je postalo rudarjenje asteroidov za osnovne surovine in je kljub slabši tehnološki osnovi razvila najnaprednejšo rudarsko tehnologijo, se je na kršitev ostro odzvala z oboroženim odporom. Poveljnik sil Galspana je regionalni direktor Gustav Atkins, voditeljica odpora Bore pa je Susan Bradley.
Igralec prevzame vlogo izkušenega najemniškega pilota Jaka Logana, zaposlenim v AGT-ju (Advanced Ganymede Technologies), s slovesom hitro mislečega korporacijskega pilota, ki tudi v najnevarnejših situacijah ohrani sposobnost razumnih dejanj. Javno pozornost je prvič pridobil s herojskim podvigom, ko je po piratskem napadu prevzel krmilo civilne ladje in navkljub neizkušenosti uspel zmesti pirate, zaradi česar so se lahko policijske sile hitro odzvale in jih onesposobile ter rešile civiliste. Pozneje je na pilotskih šolah blestel na vseh področjih.
Poleg GalSpana obstajajo še druge megakorporacije, med najbolj znanimi že omenjeni AGT, ki se ukvarja z naprednim razvojem vesoljskih ladij, in je pogosto v sporu s CMI-jem (Core Mining Industries), ki se ukvarja z rudarsko tehnologijo. Tako v regiji Sol kot tudi v Hub je igralec pogosto v stiku s policijskimi silami Star Patrol, ki nemalokrat posredujejo v oboroženih spopadih ter zagotavljajo javni red in mir. V regiji Frontier prevladujejo piratske skupine in t. i. asteroidni baroni. Med pirati imajo najbolj zloglasen status pirati »Krvavega klana« (The Blood Clan), znanih po svojih obsežnih kriminalnih podvigih ter celo po poslikavah lastnih ladij s krvjo žrtev; ostali skupini sta pirati Skav, katerih anarhistična ideologija in sovraštvo do korporacij sta blizu vrednotam Bore, ter Void Runners, piratska organizacija najemniških pilotov, ki pogosto sodeluje z GalSpanom. Asteroidni baroni so politično in finančno močni posamezniki, katerih pojav sega v čas začetkov kolonizacije Obrobja, ko je USG zaprosil za pomoč močnejše podjetnike; baroni s svojo privatno vojsko predstavljajo svojevrstne oblike vlad, odnosi med samimi baroni pa so zelo spremenljivi, od ohlapnih zavezništev do nenadnih vojnih napovedi. Večina baronov je tudi vpletena v številna nelegalna dejanja, od tihotapljenja do ugrabitev in zasužnjevanja ljudi.

### Zgodba
Kot korporacijski pilot, zaposlen v AGT-ju, Logan uspešno opravlja vse naloge, ki so mu dodeljene, dokler nekega dne iz štaba AGT ne pride obvestilo o izrednem stanju v sektorju Neptun. V tamkajšnji medicinski raziskovalni postaji naj bi izbruhnila izjemno agresivna okužba, zaradi česar so oblasti celoten sektor postavile v karanteno. Logana zadolžijo, da spremlja in varuje ladjo Argoso, ki naj bi na postajo prenesla zdravila. Po pristanku ladja in z njo celotna postaja nepojasnjeno eksplodira, policijske sile pa se kmalu zatem pojavijo na mestu dogodka in nemudoma aretirajo Logana. Kljub pritožbam in sumljivim okoliščinam v dogodku Višji tribunal Logana spozna za krivega namernega terorističnega dejanja in ga obsodi na trajen izgon v Obrobje.
Po prihodu v regijo Hub se Logan sooči s sovražnim okoljem in nezaupanjem, vendar pa z uspešno opravljenimi nalogami ter številnimi reševanji civilistov postopoma pridobi zaupanje in ugled med delodajalci ter ostalimi piloti. Zaradi naraščajočih napetosti med Boro in GalSpanom je Logan postavljen pred prelomno točko v njegovi karieri: ali se bo pridružil silam Bore in pomagal obraniti Obrobje pred korporacijskim izkoriščanjem ali pa se bo pridružil GalSpanu in pomagal doseči glavni cilj korporacije, tj. popolno oblast nad izkoriščanjem surovin v Obrobju in s tem politično, gospodarsko in vojaško suverenost v prostoru.

#### Bora
Kampanja Bore se prične v času diplomatskih, političnih in gospodarskih ofenziv GalSpana nad Boro, ki med ostalim zajema medijsko kampanjo z namenom očrnitve skupnosti, sabotaže mega TCG vrat za prekinitev pomembnih trgovskih poti, lobiranje pri USG-ju za sprejem strožjih zakonov glede prometa preko vrat TCG, ter celo podtalne vojaške operacije, ki vključujejo ugrabitve večjih vojaških ladij in blokade civilnih konvojev. Hkrati s temi incidenti začnejo delnice megakorporacije strmo rasti, dobiček pri rudarski dejavnosti v regiji Galspan pa presega začrtano vrednost, zato se začnejo izvajati načrti za premostitev glavnine rudarske dejavnosti v regijo Bora, zaradi česar postanejo odnosi med skupinama izjemno sovražni in napeti.
Kot odgovor na ofenzive voditeljica odpora, Susan Bradley, ustanovi elitno gverilsko skupino, ki napada manjše vojaške formacije, drago rudarsko opremo in pomembnejše postojanke, zaradi česar začnejo finančne izgube pri megakorporaciji močno naraščati, v skladu s tem pa se njena vojaška moč naglo krepi. Pri iskanju zaveznikov v Obrobju Bradleyeva sklene prvi dogovor z baronico Onrald, ki velikodušno ponudi bistveno komponento za izdelavo topov za bojevanje proti večjim vojnim ladjam; z manjšimi težavami Logan uspe prevzeti komponento. S pomočjo piratov Skav sile Bore maščujejo pretekle izgube fregat z zasedo v regiji Bora, kjer fregato GalSpana onesposobijo in ugrabijo. S tem pridobijo pomembno komponento pogonskega sistema, ki služi kot del indikatorja lasten-tuj (IFF).
Med tem prihaja v glavni štab Bore vedno več poročil o domnevnih vohunskih operacijah GalSpana, ki se izkažejo za resnične in povzročijo prve večje spopade na domačem teritoriju. Bradleyeva uspe skleniti dogovor z drugim močnim zaveznikom in zbiralcem umetnin, baronom Malkarjem, ki pa v zameno za zavezništvo sprva zahteva poseben naravni objekt iz regije Twilight; Logan odkrije, da gre za neprecenljiv kristal. Kljub navdušenosti Malkarja se situacija zaplete, saj baron Hajod ukrade stropno poslikavo Sikstinske kapele iz Malkarjeve zasebne zbirke. Po težkem boju s Hajodovimi privrženci Logan uspe vrniti pomembno umetnino Malkarju, ta pa v zameno nagradi Boro s pospeševalno komponento za motorje vojne ladje, s katero lahko izvede hitre taktične napade. V tem času TNS objavi novico o megalomanskem načrtu za izgradnjo največjega rudarskega kompleksa GalSpana, tj. Hefajsta (Hephaestus).
Za vohunske operacije se izkaže, da so bile priprava na glavno invazijo, zato so vse razpoložljive sile Bore, vključno z Loganom, vpoklicane v domačo regijo. Kljub srditemu odporu napad povzroči velike izgube v Bori: vojne ladje GalSpana popolnoma uničijo raziskovalno postajo in močno poškodujejo glavno ladjedelnico. Zaradi strahu pred ponovnimi napadi nekatere kolonije izrazijo željo za odcepitev, vendar Logan s pomočjo ostalih veteranskih pilotov uspe vzpostaviti enotnost v skupnosti in vojaško suverenost v regiji. Za pridobitev predzadnje komponente s tehnologijo stealth Bradleyeva sklene začasni dogovor z dr. Cassitorjem v regiji Twilight.
Zadnja poglavja se odvijajo v regiji Ripstar, kjer Logan s pomočjo vohuna uspe prevzeti del strojne opreme s pomembnimi varnostnimi podatki. Slednji Loganu tudi pojasni ozadje tragedije v sektorju Neptun, za katero je bila odgovorna korporacija GalSpan, ki je z uporabo bombe uničila vse dokaze o pobegli smrtonosni okužbi, Logana pa okrivila za dejanje. Pri pripravah na končni napad mu Bradleyeva pojasni, da so vse zbrane komponente uporabili za izdelavo posebne fregate, imenovane Deliverance, ki bo vodila napad na rudarski kompleks Hefajst. Prvi poskus napada je prekinjen, saj Logan pade v zasedo najemniških pilotov, vendar s soborci uspešno izvede protinapad. V drugem poskusu sile Bore kljub močnemu odporu uspejo uničiti kompleks, zaradi česar se GalSpan gospodarsko zlomi in brezpogojno umakne vse vojaške sile iz Obrobja. Bora tako doseže odločilno zmago v boju proti nenasitnim korporacijskim izkoriščanjem, Logan in koordinatorica dela pri Bori pa postaneta par in zaživita skupno življenje v Obrobju.

#### GalSpan
Načrt megakorporacije se začne odvijati, ko Logan s pomočjo večjih vojnih ladij prestreže konvoj tovornih ladij Bore v regiji Hub, med katerimi se nahaja naprava za shranjevanje posebnih nebesnih teles, imenovanih Ripstars. Delodajalec začne Loganu postopoma razkrivati načrt za gradnjo velikanskega mobilnega rudarskega kompleksa Hefajst, s katerim bi GalSpan pridobil popolno ekonomsko prevlado v Obrobju. 
Kljub začetnim uspehom z raziskovanjem uporabe naprave, razvoj in gradnjo kompleksa neprestano ogrožajo gverilski napadi sil Bore, poleg tega pa zaradi izjemne moči omenjenih teles pogosto pride do večjih okvar ali samouničenja delov kompleksa. Znanstveniki odkrijejo, da so za zaščito pri uporabi tovrstne naprave potrebni posebni kristali, ki se nahajajo le v regiji Ripstar, med polji istoimenskih nevarnih teles. Logan uspe pridobiti vzorec kristala, ki uspešno prestane teste.
Zaradi nestabilnih razmer na borzi in kritičnega primanjkovanja časa direktor Atkins sklene dogovor z baronom Hajodom v regiji Frontier, ki pozna ključ do hitrejše izgradnje kompleksa, v zameno pa ta zahteva, da mu Logan pomaga ugrabiti sina baronice Onrald. Po opravljenem delu baron Loganu pove za posebne delavske robote v regiji Twilight, ki jih je izdelal genialen, vendar nori znanstvenik dr. Randal Cassitor, ki opravlja nehumane poskuse na ljudeh v svoji zasebni skriti bazi. Kljub napadalnim robotom Logan uspe ukrasti enega od delavskih robotov, koordinator dela pa po tem Logana pošlje nazaj v regijo Ripstar, kjer mora od vohuna prevzeti pomembne podatke o voditeljici odpora Bore, Susan Bradley. Situacija se nevarno zaplete zaradi prisotnosti lažnih vohunov, vpletenosti drugih najemniških pilotov in agresivnega odpora Bore, vendar je misija na koncu uspešno opravljena. Za izpolnitev zadnjega dela načrta Logan ponovno odpotuje v regijo Twilight, kjer ob obsežni podpori težkih jurišnih lovcev in rušilcev pomaga ukrasti poseben generator meglice v sektorju, v katerem se nahaja baza operacij t. i. »Demonov«, najnevarnejših in najbolj brutalnih ksenofobnih piratov v Obrobju.
Zaključno poglavje se odvija v regiji Ripstar, ko obsežen napad Bore na rudarski kompleks propade, deloma zaradi zmede, ki jo je povzročila umetno ustvarjena meglica. Direktor Atkins Logana osebno zadolži, da pomaga prebegniti Bradleyevi iz glavne baze Bore v regiji. Po uspešnem prihodu na poveljniško letalonosilko GalSpana Bradleyeva nagovori preostale borce k predaji. S tem se oboroženi odpor Bore brezpogojno preneha, GalSpan pridobi popolno prevlado v Obrobju, Logan pa se vrne nazaj v Osončje, na rodni Mars, saj ga USG povsem oprosti kriminalnega dejanja v sektorju Neptun, potem ko se nenadoma in v sumljivih okoliščinah pojavijo podatki iz satelita, ki je snemal celotno takratno dogajanje.

## Razvoj
Tachyon: The Fringe predstavlja za razvijalca NovaLogic veliki preskok, saj večina iger, kot sta seriji Delta Force in Armored Fist, sledi načelu terra firma, se pravi prizorišče igre je postavljeno na zemeljsko kopno, ostale igre, kot sta letalski bojni simulaciji F-22 Raptor in MiG-29 Fulcrum, pa so prav tako omejene na Zemljo. Navkljub veliki konkurenci drugih vesoljskih bojnih simulacijah, ki so že doživele veliki uspeh, so se razvijalci osredotočili na zgodbo, prizorišče z možnostjo proste izbire misij, opreme ladje in raziskovanja prostora, raznolike osebnosti ter večigralski način kot glavnimi aduti igre.
Noben element v zgodbi ni neposredno vzet iz določenega književnega dela ali filma, pač pa je razvoj zgodbe v splošnem posledica vseh znanstvenofantastičnih del iz preteklih let. Mike Maza, producent, je pojasnil, da je bil veliki poudarek dan temu, da »nobena od glavnih strani ni popolnoma dobra ali slaba, pač pa imata iz filozofskega vidika obe svoje prednosti in slabosti«. Igralcu je torej izbira strani dokaj otežena, kar prispeva k prepričljivosti zgodbe. Z raznolikostjo in prosto izbiro misijo so razbremenili igro premočrtnega (linearnega) poteka, hkrati pa so s pomočjo pomembnejših misij, ki so pogoj za nadaljnji potek zgodbe, in uvedbe medijskega portala (TNS) dali igralcu občutek, da se sočasno odvijajo veliki dogodki.
Igra je bila tudi prva, pri kateri so se razvijalci NovaLogic močno oprli na dialoge med osebami, zato so za glasove morali najeti profesionalne igralce. Med slednjimi je potrebno izpostaviti Bruca Campbella, ki je igral v mnogih kultnih filmih, kot je serija grozljivk Evil Dead. Campbell je v igri posodil glas Jaku Loganu, protagonistu, in je v sodelovanju z razvijalci posnel veliko dialogov, tako da se Logan odzove pri vsaki situaciji na svojevrsten način, kar je mnogo prispevalo k realizmu v igri.
Razvijalci so za igro ustvarili popolnoma novi igralni pogon, ki podpira 3D grafične pospeševalnike preko standardov 3Dfx in Direct3D. Zaradi takratnih omejenih zmožnosti 3D grafičnih kartic razvijalci niso zelo podrobno oblikovali manj pomembnih objektov (npr. asteroide ter manjše in obstranske vesoljske postaje), s čimer so zmanjšali obremenitev strojne opreme. Randy Casey, vodilni izdelovalec in pisec igre, je napisal skriptno kodo za večigralski način, že uporabljeno v igrah F-22 Raptor, MiG-29 Fulcrum, F-16 Multirole Fighter in F-22 Lighting 3, ki podpira udeležbo več kot 120 igralcev na strežniku NovaWorld. Razen uporabe skriptne kode igra ni podobna nobeni letalski simulaciji podjetja NovaLogic.

## Odziv
| Agregator    | Ocena   |
| ------------ | ------- |
| GameRankings | 77,54 % |

| Publikacija              | Ocena  |
| ------------------------ | ------ |
| Computer and Video Games | 6,8/10 |
| Eurogamer                | 7/10   |
| GameSpot                 | 7,5/10 |
| IGN                      | 7/10   |
| PC Gamer (UK)            | 85 %   |

Odziv kritikov je bil v splošnem pozitiven, čeprav so njen izid zasenčile nekatere druge igre istih zvrsti. Z vidika kompleksnosti igranja ni dosegla standardov, ki jih je postavil Freespace 2, in izjemnih grafičnih animacij kot pri igri Starlancer, po drugi strani pa so nekatere na prvi videz nove stvari praktično že bile vpeljane pri drugih igrah, kot npr. igranje vloge najemniškega pilota in trgovanje pri igrah X: Beyond the Frontier, Elite in Wing Commander: Privateer ter napredno večigralstvo pri Allegiance.
Ocenjevalci so pri igri pohvalili predvsem zgodbo, na katero se igra močno opira, in osebnost protagonista ter v veliki meri tudi grafiko in način večigralstva. Glavna premisa v igri, tj. spopad med borci za svobodo in izkoriščevalno korporacijo, je sicer že dokaj znana tema iger, pa vendar raznolike osebnosti različnih pomembnih ljudi (predvsem protagonista), od plemenitih baronov in smešnih znanstvenikov do zlobnih in pohlepnih oseb ter norih in sprevrženih kriminalcev, naredijo igro zelo prepričljivo. Po besedah Trenta Warda iz IGN-ja daje »junaška osebnost Logana z obilo humorja tako močen učinek, da se igralec čustveno vplete pri spremljanju Loganove življenjske zgodbe«. Ocenjevalec na spletni strani GameRevolution je zapisal, da je uspel »Bruce Campbell preko Logana samostojno pretvoriti povprečno igro v zabavno in celo spodbudno igro«.
K prepričljivosti igre veliko prispeva tudi relativna razvejenost kampanje, saj je igralec zgodaj v igri postavljen pred prelomno odločitvijo, h kateri strani bo prestopil (Bora ali GalSpan) in se boril za njihove cilje, tako da ima kampanja dva možna poteka. Možnost opravljanja raznih stranskih misij in pojav nepredvidenih dogodkov še poveča celokupno raznolikost. Igralec torej doživlja različne življenjske situacije, od reševanja civilistov in običajnega patruljiranja do tihotapljenja blaga, opravljanja »umazanih poslov« in bojevanja v bitkah.
Grafika v igri je bila dokaj pozitivno ocenjena, čeprav manjkajo določene kompleksnejše podrobnosti (kot sta odsevno poudarjanje tekstur in sledi izstrelkov), ki odlikujejo igri Freespace 2 in Starlancer. Dizajn vesoljskih postaj in ladij je zelo dober, saj dajejo nekemu prostoru ali skupnosti določen pečat; v vsakem sektorju in regiji je prizorišče drugačno in posebno ter obsega tako industrijska središča z gostim prometom in luksuzne postaje za turiste kot tudi zapuščena »vesoljska smetišča« in rudarska območja ter skrivnostna področja z meglico. Mnogi ocenjevalci so poudarili tudi izjemno, celo »gigantsko« velikost postaj in nekaterih ladij. Grafični učinki orožij in eksplozij so dokaj dobro predstavljeni, nekateri drugi elementi, kot so učinki energijskega ščita, pa so pomanjkljivi ali pa so celo nerealno prikazani. Na IGN-ju so pohvalili tudi hitro delovanje igre tudi v primeru velikih obremenitev (npr. bitke s številnimi udeleženci). Večigralski način je bil prav tako dobro sprejet, predvsem možnost številnih udeležencev v bitkah v areni ter izvirni koncept vojn baz.
Ostrih kritik so bili deležni predvsem zvočni učinki, pa tudi umetna inteligenca (UI). Zvočni učinki orožij (predvsem laserjev), motorjev ladij in eksplozij so bili opisani kot zelo slabi ter celo kot »smešni, otročji in nevzdržni«. Glasba v igri je bila opisana kot »mlačna«, vendar nekateri ocenjevalci izpostavljajo, da se predvaja ravno v primernih trenutkih, se pravi ne dominira prizorišča, in uspe poudariti dramatičnost, napetost ali humor. UI v igri je zelo preprosta, saj igralec dokaj hitro spozna vzorce napadanja in letenja sovražnih ladij, kar naredi bojevanje preveč enostavno in nezanimivo. Samemu letenju primanjkuje realizma, zaloge energije v ladji pa so zelo omejene, zaradi česar postane bojevanje sčasoma zaspano (letargično). Izvirna načina letenja, tj. »drsenje« in vzvratno letenje, sta bila sicer izpostavljena kot prijetno presenečenje. V igri je prisotnih nekaj nadležnih računalniških hroščev, ki jih razvijalci navkljub dvema posodobitvama niso uspeli popolnoma odpraviti.

## Sistemske zahteve
- Pentium 200 MHz CPU (s 3D grafično kartico) ali Pentium II 400 MHz (brez kartice)
- 32 MB RAM (priporočljivo 64 MB)
- 8 MB grafična kartica (priporočljivo 16 MB)
- DirectX verzija 6
- 500 MB trdega diska
- operacijski sistem MS Windows 95/98/NT/2000